# 赵尔陆
赵尔陆（1905年6月4日—1967年2月2日），山西省崞县（今原平市）解村乡北三泉村人。1955年被授予上将军衔。曾任第二机械工业部部长、第一机械工业部部长、国务院国防工业办公室常务副主任等职。

## 生平

### 早年经历与红军时期
生于书香门第，祖父是举人，父亲是秀才。少年时家境没落，全家只能供应他一人读书。县中学毕业时，父母已去世，借钱考入太原进山中学就读。校外教小学生维持学业。早年在太原读书时，曾积极参加学生运动。1926年参加国民党左派组织西北革命同志同盟会，从事革命活动被学校开除。至上海，后到武汉。1927年春，经董必武介绍进入国民革命军第二十军教导团，7月随部队离开武汉参加南昌起义，8月加入中国共产党。1927年10月随朱德、陈毅转到崇义，赵尔陆任特务连党代表。1928年1月，在朱德、陈毅的指挥下，率部参加了攻打宜章城的战斗，打垮国军第三师的主力，歼国军一千余人，接着随朱德、陈毅发动湘南起义，1928年4月到达井冈山。1928年5月红四军成立，任二十八团特务连党代表。1928年冬，任红四军二十八团辎重队队长。1929年1月，随红四军主力转战赣南、闽西。1930年1月，任红四军第一纵队教导队党代表。6月任第一纵队二支队党代表（支队长萧克）、旋改任支队长。10月7日支队改称团，任红四军（军长林彪，政委罗荣桓）第十师（师长王良，政委李赐凡）二十九团团长。1931年10月红一军团整编，红四军重新编成，任红四军经理处处长。1932年3月16日，红一军团（军团长林彪，政委聂荣臻，参谋长陈奇涵，政治部主任罗荣桓）重新组成，任红一军团供给部部长。1933年6月红一军团在永丰县藤田整编，将小师小团合并为大师大团，任第一师（师长罗炳辉，政委蔡树藩）供给部部长。1934年10月，任红一军团后方部部长兼供给部部长，参与长征。到达陕北后，1935年11月任红一方面军供给部部长。1936年6月入红军大学第一期学习。12月任红军前敌总指挥部（总指挥彭德怀）供给部部长。多次秘密潜入敌占区，通过地下党组织为红军部队筹集武器装备、粮秣经费。

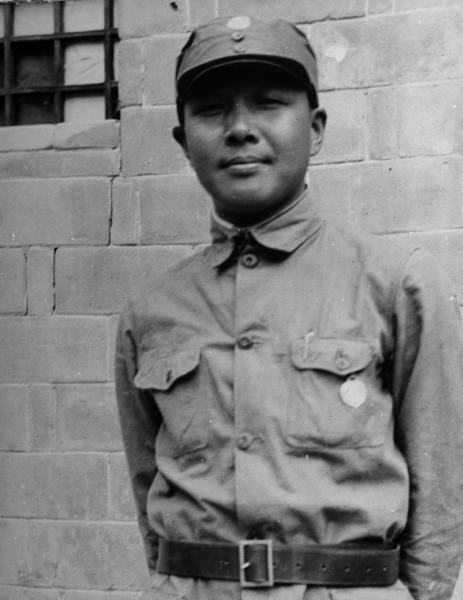
抗日战争时期，担任晋察冀军区第二军分区司令员兼政治委员的赵尔陆。

### 抗日战争时期

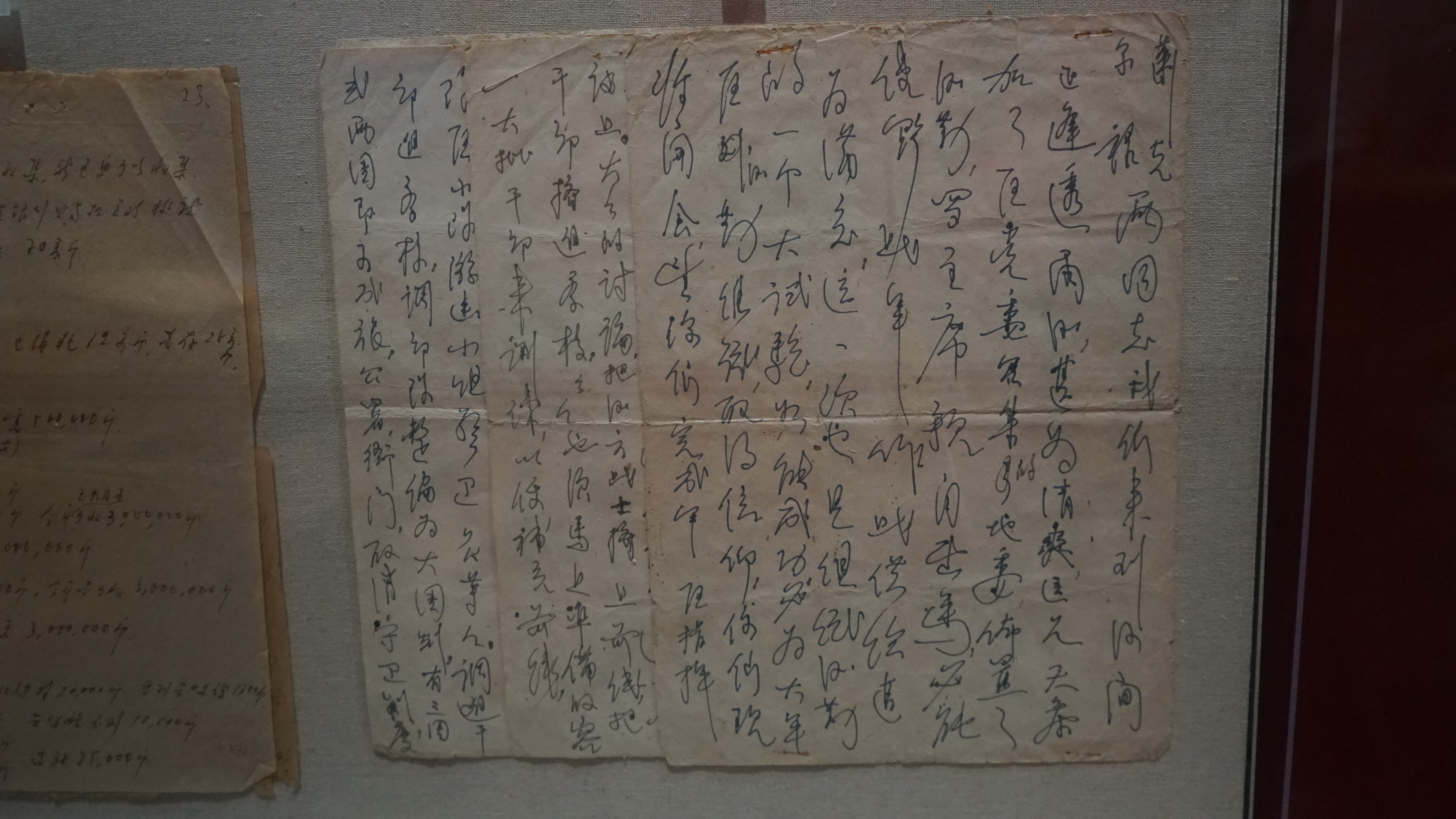
朱德总司令为召开后勤工作给晋察冀军区副司令员萧克、冀晋军区司令员赵尔陆的信。一级文物。

抗日战争时期，赵尔陆任八路军供给部副部长，赴太原向阎锡山争取了武器、弹药和军需物资。1937年10月，率八路军总政治部工作团和八路军总部特务团一部，随聂荣臻到晋察冀地区，在以五台、定襄为中心的西部地区活动。1937年11月，任晋察冀军区第二军分区司令员兼政治委员，随后兼第二支队司令兼政委。该军分区以八路军总部特务团为骨干组建，活动范围包括五台、代县、崞县、定襄、忻县、盂县等九个县，称为晋东北区。参加晋察冀军区反“八路围攻”作战，同时配合兄弟部队摧毁各地伪政权，组织抗日游击队，创建了以五台为中心的晋东北抗日游击区。1940年，参与百团大战，1942年4月兼晋察冀军区第二分区地委书记。1944年9月，冀晋军区组建，任司令员，王平任政治委员兼政治部主任，副司令员陈正湘、副政委王昭、参谋长唐子安。1945年8月，指挥冀晋军区部队参与对日反攻，一度攻入石家庄。 

### 第二次国共内战时期
国共内战时期，任晋察冀军区“冀晋（赵尔陆）纵队”司令员兼政治委员。1946年1月任北平军事调处执行部驻张家口第五小组中共少将代表，9月任晋察冀军区参谋长，1947年5月兼任军区后勤司令。1948年5月9日，成立华北军区任参谋长兼后勤司令员。赵尔陆参与华北地区多次重大战役，并全面负责组织清风店、石家庄、太原等战役的后勤保障工作。曾参与平津战役的策划和指挥。1949年5月，任第四野战军兼华中军区（后改中南军区）第二参谋长，参与指挥广西战役和湘、粤、桂的剿匪作战。

### 中华人民共和国成立后
中华人民共和国成立后，1950年1月改称第四野战军兼中南军区，任第二参谋长。1950年1月，中南军区以百分之八十的兵力大剿匪，主要由赵尔陆主持。1952年3月，中南军区部队承担荆江分洪工程，赵尔陆负责思想政治工作、人员调配、筹备和物资供应调拨。1952年6月，毛泽东同赵尔陆谈话，让他负责组建第二机械工业部，统一领导原来分散管理的军事工业（中央重工业部兵工总局与各大行政区分头领导），迅速组织人员开创国防工业，生产并修复抗美援朝前线急需的弹药和武器装备。1952年8月任中央人民政府第二机械工业部部长，负责军工生产。1955年1月兼任第二机械工业部党组书记。尽管已转业到地方，但由于二机部属于国防工业口，赵尔陆仍然被授予上将军衔，荣获一级八一勋章、一级独立自由勋章、一级解放勋章。赵尔陆在授衔之后，再未穿过上将军服。1956年4月，国务院成立以聂荣臻为主任，黄克诚、赵尔陆为副主任的国防部航空工业委员会，开始进行导弹的研制和实验。1956年9月在中国共产党第八次全国代表大会上当选中央委员。1958年2月，赵尔陆任一机部、二机部合并的中华人民共和国第一机械工业部部长，1959年11月兼第一机械工业部党组书记。
1960年9月，被免去一机部部长职务，任国家经济委员会副主任，1961年1月，兼任中央军委国防工业委员会副主任。1961年12月任国务院国防工业办公室常务副主任（主任罗瑞卿，赵尔陆主持日常工作），1962年12月任中央专门委员会办公室副主任，1964年6月兼任中共中央国防工业政治部主任。1963年，赵尔陆在负责国防科技工作期间，曾要求第五设计院用8年的时间，研制一种“四级液体推进导弹”。该院随后制定了《火箭技术研制8年计划》，由此拉开了东风系列导弹发展的序幕。1965年初，主持了国务院第三、第六、第四机械工业部与国防部第六、第七、第十研究院的合并（“部、院合并”）。1965年12月，罗瑞卿被打倒，赵尔陆受冲击。
1967年2月2日凌晨，在北京办公室中因哮喘病发作引发心脏病去世，终年62岁。
赵尔陆是第一至第三届国防委员会委员，第二、三届全国人民代表大会代表，中国共产党第八届中央委员。